# Волков Андрій Семенович
Андрій Семенович Волков (нар. 1898, Російська Федерація — розстріляний 1937) — радянський партійний діяч, 1-й секретар Васильківського районного комітету КП(б)У Дніпропетровської області. Член ЦК КП(б)У в січні 1934 — січні 1938 р.

## Біографія
Народився в селянській родині, мордвин.
Член РКП(б) з 1918 року. Учасник Громадянської війни в Росії.
У 1933—1934 роках — начальник політичного відділу Просянської машинно-тракторної станції (МТС) Дніпропетровської області.
До 1937 року — 1-й секретар Васильківського районного комітету КП(б)У Дніпропетровської області.
У 1937 році заарештований органами НКВС. 7 грудня 1937 року засуджений до вищої міри покарання, розстріляний. Посмертно реабілітований у 1957 році.

## Нагороди
- орден Леніна (7.05.1934)